# خورشیدی (مانع نظامی)

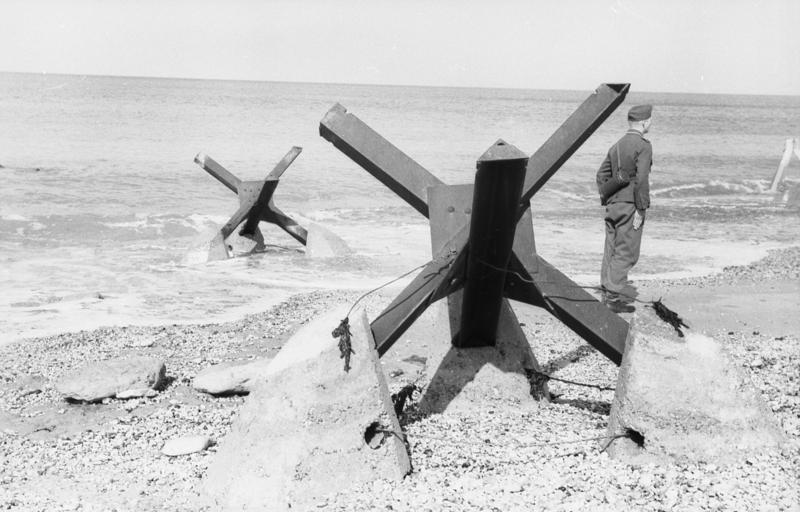
نمونه ای از خورشیدی‌ها در دیوار آتلانتیک در جنگ جهانی دوم نزدیک شهر کاله فرانسه

خورشیدی (به انگلیسی: Czech hedgehog یا خارپشت چکسلواکی) نوعی مانع برای جلوگیری از عبور تانک است که از تیرهای فلزی ساخته می‌شود. انواع کوچکتر این وسیله نیز برای ممانعت از عبور اتومبیل‌ها کاربرد دارد. همچنین ممکن است از این وسیله در سواحل برای جلوگیری از نزدیک شدن شناورها استفاده شود.
همچنین در فارسی خورشیدی به موانعی نیز گفته می‌شود که به با جوش دادن میلگردهای نوک تیز به یکدیگر به شکل یک توپ ساخته می‌شود و برای جلوگیری از عبور غواص‌ها کاربرد دارند.

## تاریخچه
نام انگلیسی این وسیله از به‌کارگیری آن در مرز بین چکسلواکی و آلمان قبل از جنگ جهانی دوم نشأت می‌گیرد. خورشیدی‌ها در جنگ جهانی دوم به صورت گسترده‌ای توسط شوروی مورد استفاده قرار گرفتند، به گونه ای که در ۱۹۶۶ سه خورشیدی ضد تانک بزرگ به عنوان بنای یادبود مدافعین مسکو در جنگ جهانی دوم در کنار بزرگراه ام-۱۰ ساخته شد. آلمانی‌ها نیز از خورشیدی‌های ضد تانک به عنوان بخشی از استحکامات موسوم به دیوار آتلانتیک که در امتداد سواحل شمال اروپا برای جلوگیری از پیاده شدن قوای متفقین ساخته بودند استفاده کردند.

در جنگ ایران و عراق نیز عراق از خورشیدی‌ها برای جلوگیری از عملیات‌های غواصان ایرانی استفاده می‌کرد. خورشیدی‌ها در کنار رودخانه نصب می‌شدند و مانعی عمده را برای عبور نیروها و قایق‌ها به وجود می‌آوردند و به علت فاصله نزدیک آنها با یکدیگر، جابجاییشان نیز دشوار بود.

## ساختمان و عملکرد

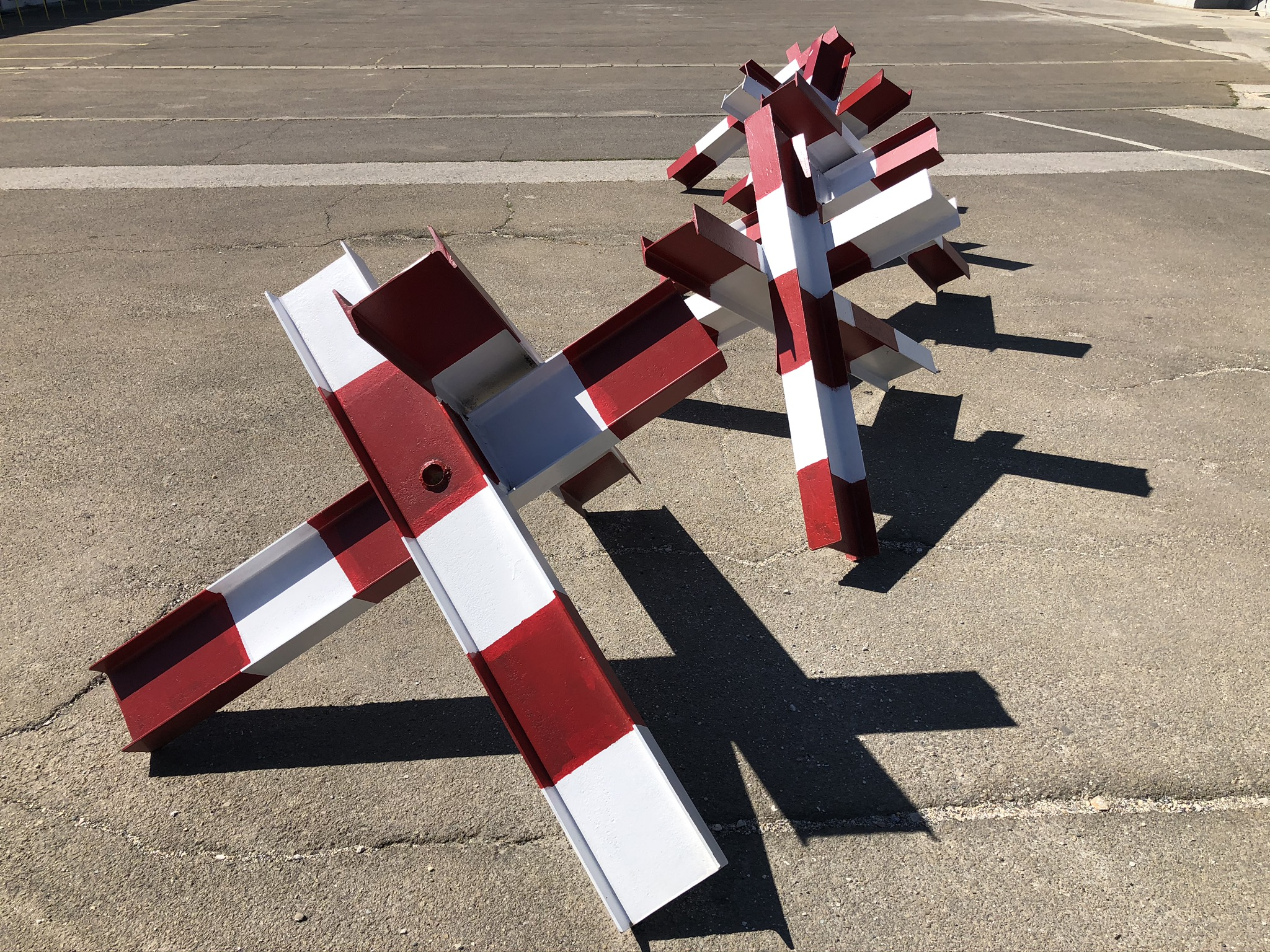
نمونه‌هایی از خورشیدی‌های کوچک در کوزوو

ویژگی خورشیدی این است که حتی در صورت برگشتن یا وارونه شدن باز هم عملکرد خود را حفظ می‌کند. به علت وزن بالای خورشیدی‌های بزرگ و احتمال فرورفتن آن‌ها در زمین، ممکن است صفحاتی به زیر بخش‌هایی از آن که روی زمین قرار می‌گیرند متصل شود. همچنین ممکن است مکان‌هایی نیز در بازوهای خورشیدی برای بستن سیم خاردار تعبیه گردد.

کنار زدن خورشیدی‌های کوچک کاری آسان است. در عین حال می‌توان آن‌ها را تا حدی در میان گیاهان پنهان نمود یا به رنگ محیط استتار کرد.

خورشیدی‌های ضد غواص از جوش دادن میلگردهای ضخیم ۲ متری از وسط با یکدیگر ساخته می‌شود. نوک میلگردها به صورت اریب بریده می‌شود یا به سر آن‌ها وسیله‌های نوک تیزی شبیه سرنیزه متصل می‌شود.

## در فرهنگ عامه
در بسیاری از فیلم‌های مربوط به جنگ جهانی دوم موانع خورشیدی دیده می‌شوند. از جمله در ابتدای فیلم نجات سرباز رایان، نیروهای آمریکایی پس از پیاده شدن از شناورها در ساحل نورماندی از کنار خورشیدی‌ها عبور کرده و خود را به مواضع نیروهای آلمانی می‌رسانند.